# IC 291
IC 291 ist eine Balken-Spiralgalaxie vom Hubble-Typ SBa im Sternbild Eridanus am Südsternhimmel. Sie ist schätzungsweise 184 Millionen Lichtjahre von der Milchstraße entfernt.
Das Objekt wurde am 13. Oktober 1891 vom französischen Astronomen Stéphane Javelle entdeckt.